# Noces de sang
Noces de sang é um filme de drama marroquino de 1977 dirigido e escrito por Souheil Ben-Barka. Foi selecionado como representante de Marrocos à edição do Oscar 1978, organizada pela Academia de Artes e Ciências Cinematográficas.

## Elenco
- Irene Papas
- Laurent Terzieff
- Djamila
- Miloud Habachi
- Doghmi Larbi
- Muni
- Souad Jalil
- Naima Lamcharki
- Mohamed El Baz
- Izza Gennini